# Скинтея (Яломіца)
Скинтея (рум. Scânteia) — село у повіті Яломіца в Румунії. Входить до складу комуни Скинтея.
Село розташоване на відстані 113 км на схід від Бухареста, 21 км на північний схід від Слобозії, 112 км на північний захід від Констанци, 88 км на південний захід від Галаца.

## Населення
За даними перепису населення 2002 року у селі проживали 3076 осіб, усі — румуни. Усі жителі села рідною мовою назвали румунську.